# Andrew Noel Schofield

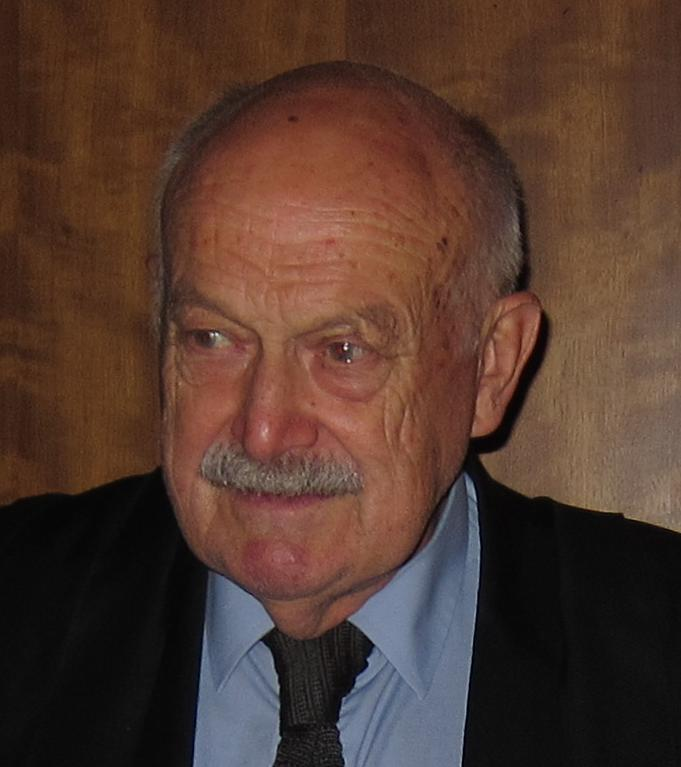
Professor A. N. Schofield am 8. November 2010

Andrew Noel Schofield (* 1. November 1930; † 27. Januar 2025) war ein britischer Bauingenieur, der sich mit Grundbau und Bodenmechanik beschäftigte.

## Werdegang
Schofield studierte in Cambridge Bauingenieurwesen und war von 1951 bis 1954 Ingenieur beim Ingenieurbüro Scott, Wilson, Kirkpatrick and Partners in Malawi (damals Nyasaland), wo er sich unter anderem mit Straßenbau und Bau von Landebahnen beschäftigte. Danach war er Forschungsstudent (und ab 1955 Demonstrator) für Bodenmechanik bei Kenneth Harry Roscoe an der Universität Cambridge und 1963/64 am Caltech. Von 1964 bis 1966 und ab 1974 war er Fellow des Churchill College in Cambridge. Von 1968 bis 1974 war er Professor am University of Manchester Institute of Science and Technology (UMIST, damals noch der Universität assoziiert) und ab 1974 Professor für Bauingenieurwesen in Cambridge. 1998 emeritierte er. Er hatte auch ein eigenes Ingenieurbüro (Andrew N. Schofield and Associates, ab 1984), aus dessen Vorsitz er sich 2000 zurückzog, und war von 1987 bis 1997 im Vorstand der Centrifuge Instrumentation and Equipment Ltd.
Schofield begründete 1958 mit Roscoe und Peter Wroth die Critical State Soil Mechanics, über die er mit Wroth ein Buch schrieb. Bekannt ist er auch für seine Entwicklung der Zentrifugentechnik zur experimentellen Simulation von Erddruckbedingungen in Böden mit dem Bau einer großen Zentrifugenanlage in Cambridge, nachdem er schon zuvor in Manchester eine Zentrifuge (wie gleichzeitig und unabhängig Peter Rowe an der Universität Manchester) gebaut hatte. Mit den Zentrifugen untersuchte er unter anderem die Sicherheit von Deichen im Rahmen des Themse-Sperrwerks in den 1970er Jahren und Ursachen von Deichbrüchen am Mississippi.
1972 wurde er Fellow des Institution of Civil Engineers (ICE), 1986 der Royal Society of Engineering und 1992 der Royal Society. 1993 erhielt er die James Alfred Ewing Medaille der ICE und 1979 den US Army Award for Civil Service.
1980 war er Rankine Lecturer.

## Schriften
- mit C.P.Wroth: Critical State Soil Mechanics, McGraw Hill 1968, Online (Memento vom 16. Juli 2012 im Internet Archive)
- Herausgeber mit J. R. Gronow, R.K.Jain: Land Disposal of Harzardeous Waste, Wiley 1988
- Herausgeber mit W. H. Craig, R. G. James: Centrifuges in Soil Mechanics, Balkema, Rotterdam 1988
- Disturbed soil properties and geotechnical design, Thomas Telford 2005